# Emmiltis parvularia
Emmiltis parvularia är en fjärilsart som beskrevs av Jacob Hübner 1825. Emmiltis parvularia ingår i släktet Emmiltis och familjen mätare. Inga underarter finns listade i Catalogue of Life.